# ジェレミー・スティーブンス
ジェレミー・スティーブンス（Jeremy Stephens、1986年5月26日 - ）は、アメリカ合衆国の男性総合格闘家。アイオワ州デモイン出身。アライアンスMMA所属。

## 来歴
アイオワ州で欠損家庭に生まれる。その後も不安定な家庭の事情によって各地を転々とする。
学生時代は野球、レスリング、バスケットボールに励む。16歳の頃に祖父の紹介によって総合格闘技の練習を始める。
2005年1月12日、プロデビュー。デビュー後、11勝1敗の戦績を記録した。

### UFC
2007年5月26日、UFC初参戦となったUFC 71でディン・トーマスと対戦し、腕ひしぎ十字固めで一本負け。マイナー団体で1度試合したのち、9月22日のUFC 76でディエゴ・サライバと対戦し、3-0の判定勝ち。
2008年1月23日、UFC Fight Night: Swick vs. Burkmanでコール・ミラーと対戦し、パウンドでTKO勝ち。6月21日、The Ultimate Fighter: Team Rampage vs. Team Forrest Finaleでスペンサー・フィッシャーと対戦し、0-3の判定負け。11月15日、UFC 91でハファエル・ドス・アンジョスと対戦し、右アッパーでKO勝ち。
2009年2月7日、UFC Fight Night: Lauzon vs. Stephensのメインイベントでジョー・ローゾンと対戦し、腕ひしぎ十字固めで一本負け。この試合はエルメス・フランカの負傷欠場による代理出場となった。
2009年4月1日、UFC Fight Night: Condit vs. Kampmannでグレイゾン・チバウと対戦し、0-3の判定負け。9月16日、UFC Fight Night: Diaz vs. Guillardでジャスティン・バックホルツと対戦し、カットによるドクターストップでTKO勝ち。
2010年5月8日、UFC 113でサム・スタウトと対戦し、2-1の判定勝ち。9月25日、UFC 119でメルヴィン・ギラードと対戦し、1-2の判定負けを喫した。
2011年1月1日、UFC 125でマーカス・デイヴィスと対戦し、右ストレートで失神KO勝ち。ノックアウト・オブ・ザ・ナイトを受賞した。
2011年10月8日、UFC 136でアンソニー・ペティスと対戦し、1-2の判定負けを喫した。
2012年12月8日、UFC on FOX 5でイーブス・エドワーズと対戦し、KO負け。当初はUFC on FX 5でエドワーズと対戦する予定であったが、スティーブンスが2011年にアイオワ州で起きた傷害事件に関与した容疑で試合当日に逮捕されたため、延期されていた。
2014年1月25日、UFC on FOX 10でフェザー級ランキング10位のダレン・エルキンスと対戦し、3-0の判定勝ち。
2014年6月28日、UFC Fight Night: Swanson vs. Stephensでフェザー級ランキング4位のカブ・スワンソンと対戦し、0-3の判定負けを喫するも、ファイト・オブ・ザ・ナイトを受賞した。
2014年12月12日、The Ultimate Fighter 20 Finaleでフェザー級ランキング14位のチャールズ・オリベイラと対戦し、0-3の判定負け。この試合はオリベイラの体重超過により66.5kg契約で行われた。
2015年7月11日、UFC 189でフェザー級ランキング8位のデニス・バミューデスと対戦し、パウンドでTKO勝ち。スティーブンスの体重超過により67.8kg契約で行われた。
2015年12月12日、UFC 194でフェザー級ランキング5位のマックス・ホロウェイと対戦し、0-3の判定負け。
2016年5月29日、UFC Fight Night: Almeida vs. Garbrandtで元UFC世界バンタム級王者のヘナン・バラオンと対戦し、3-0の判定勝ち。ファイト・オブ・ザ・ナイトを受賞した。
2016年11月12日、UFC 205でフェザー級ランキング2位のフランク・エドガーと対戦し、2Rにダウンを奪うも0-3の判定負け。
2017年9月9日、UFC 215で元Strikeforce世界ライト級王者のギルバート・メレンデスと対戦し、3-0の判定勝ち。ファイト・オブ・ザ・ナイトを受賞した。
2018年1月14日、UFC Fight Night: Stephens vs. Choiでフェザー級ランキング13位のチェ・ドゥホと対戦し、グラウンドでの肘打ち連打でTKO勝ち。ファイト・オブ・ザ・ナイトを受賞した。
2018年2月24日、UFC on FOX 28のメインイベントでフェザー級ランキング4位のジョシュ・エメットと対戦し、グラウンドの肘打ちで失神KO勝ち。パフォーマンス・オブ・ザ・ナイトを受賞した。
2018年7月28日、UFC on FOX 30でフェザー級ランキング2位のジョゼ・アルドと対戦し、1R中盤にパンチを効かせるものの立て直され、1R終盤に左ボディーブローからのパウンドでTKO負け。
2019年3月2日、UFC 235でフェザー級ランキング13位のザビット・マゴメドシャリポフと対戦し、0-3の判定負け。
2019年9月21日、UFC Fight Night: Rodríguez vs. Stephensでフェザー級ランキング7位のヤイール・ロドリゲスと対戦し、試合開始15秒にロドリゲスの故意でないアイポークにより、スティーブンスは試合を続行することができず無効試合となった。
2019年10月18日、UFC on ESPN: Reyes vs. Weidmanでフェザー級ランキング7位のヤイール・ロドリゲスと改めて対戦し、0-3の判定負け。敗れはしたものの、ファイト・オブ・ザ・ナイトを受賞した。
2020年5月9日、UFC 249でフェザー級ランキング9位のカルヴィン・ケイターと対戦し、右肘打ちからのパウンドで2RTKO負け。
2022年1月27日、7月のマテウス・ガムロットとの試合でUFCとの契約が満了になったが契約更新を断り約15年間にわたって参戦したUFCから離脱したことを発表した。

### PFL
2022年1月31日、PFLと契約した。
2022年4月20日、PFL 1でクレイ・コラードと対戦し、0-3の判定負け。

## 戦績
| 総合格闘技 戦績 | 総合格闘技 戦績 | 総合格闘技 戦績 | 総合格闘技 戦績 | 総合格闘技 戦績 | 総合格闘技 戦績 | 総合格闘技 戦績 |
| --------------- | --------------- | --------------- | --------------- | --------------- | --------------- | --------------- |
| 52 試合         | (T)KO           | 一本            | 判定            | その他          | 引き分け        | 無効試合        |
| 29 勝           | 18              | 3               | 8               | 1               | 0               | 1               |
| 22 敗           | 3               | 5               | 14              | 0               | 0               | 1               |

| 勝敗 | 対戦相手                     | 試合結果                                 | 大会名                                                     | 開催年月日     |
| ×    | メイソン・ジョーンズ         | 5分3R終了 判定0-3                        | UFC on ESPN 66: Sandhagen vs. Figueiredo                   | 2025年5月3日   |
| ×    | ナタン・シュルチ             | 2R 1:32 肩固め                           | PFL 10                                                     | 2022年11月25日 |
| ○    | マイルズ・プライス           | 5分3R終了 判定2-1                        | PFL 4                                                      | 2022年6月17日  |
| ×    | クレイ・コラード             | 5分3R終了 判定0-3                        | PFL 1                                                      | 2022年4月20日  |
| ×    | マテウス・ガムロット         | 1R 1:05 キムラロック                     | UFC on ESPN 26: Makhachev vs. Moisés                       | 2021年7月17日  |
| ×    | カルヴィン・ケイター         | 2R 2:42 TKO（右肘打ち→パウンド）         | UFC 249: Ferguson vs. Gaethje                              | 2020年5月9日   |
| ×    | ヤイール・ロドリゲス         | 5分3R終了 判定0-3                        | UFC on ESPN 6: Reyes vs. Weidman                           | 2019年10月18日 |
| －   | ヤイール・ロドリゲス         | 1R 0:15 無効試合（故意でないサミング）   | UFC Fight Night: Rodríguez vs. Stephens                    | 2019年9月21日  |
| ×    | ザビット・マゴメドシャリポフ | 5分3R終了 判定0-3                        | UFC 235: Jones vs. Smith                                   | 2019年3月2日   |
| ×    | ジョゼ・アルド               | 1R 4:19 TKO（左ボディーブロー→パウンド） | UFC on FOX 30: Alvarez vs. Poirier 2                       | 2018年7月28日  |
| ○    | ジョシュ・エメット           | 2R 1:35 KO（グラウンドでの肘打ち）       | UFC on FOX 28: Emmett vs. Stephens                         | 2018年2月24日  |
| ○    | チェ・ドゥホ                 | 2R 2:36 TKO（グラウンドの肘打ち）        | UFC Fight Night: Stephens vs. Choi                         | 2018年1月14日  |
| ○    | ギルバート・メレンデス       | 5分3R終了 判定3-0                        | UFC 215: Nunes vs. Shevchenko 2                            | 2017年9月9日   |
| ×    | ヘナート・モイカノ           | 5分3R終了 判定1-2                        | UFC on FOX 24: Johnson vs. Reis                            | 2017年4月15日  |
| ×    | フランク・エドガー           | 5分3R終了 判定0-3                        | UFC 205: Alvarez vs. McGregor                              | 2016年11月12日 |
| ○    | ヘナン・バラオン             | 5分3R終了 判定3-0                        | UFC Fight Night: Almeida vs. Garbrandt                     | 2016年5月29日  |
| ×    | マックス・ホロウェイ         | 5分3R終了 判定0-3                        | UFC 194: Aldo vs. McGregor                                 | 2015年12月12日 |
| ○    | デニス・バミューデス         | 3R 0:32 TKO（右跳び膝蹴り→パウンド）     | UFC 189: Mendes vs. McGregor                               | 2015年7月11日  |
| ×    | チャールズ・オリベイラ       | 5分3R終了 判定0-3                        | The Ultimate Fighter 20 Finale                             | 2014年12月12日 |
| ×    | カブ・スワンソン             | 5分5R終了 判定0-3                        | UFC Fight Night: Swanson vs. Stephens                      | 2014年6月28日  |
| ○    | ダレン・エルキンス           | 5分3R終了 判定3-0                        | UFC on FOX 10: Henderson vs. Thomson                       | 2014年1月25日  |
| ○    | ホニー・ジェイソン           | 1R 0:40 KO（右ハイキック）               | UFC Fight Night: Belfort vs. Henderson                     | 2013年11月9日  |
| ○    | エステヴァン・ペイヤン       | 5分3R終了 判定3-0                        | UFC 160: Velasquez vs. Bigfoot 2                           | 2013年5月25日  |
| ×    | イーブス・エドワーズ         | 1R 1:55 KO（グラウンドの肘打ち）         | UFC on FOX 5: Henderson vs. Diaz                           | 2012年12月8日  |
| ×    | ドナルド・セラーニ           | 5分3R終了 判定0-3                        | UFC on Fuel TV 3: Korean Zombie vs. Poirier                | 2012年5月15日  |
| ×    | アンソニー・ペティス         | 5分3R終了 判定1-2                        | UFC 136: Edgar vs. Maynard 3                               | 2011年10月8日  |
| ○    | ダニー・ダウンズ             | 5分3R終了 判定3-0                        | The Ultimate Fighter 13 Finale                             | 2011年6月4日   |
| ○    | マーカス・デイヴィス         | 3R 2:33 KO（右ストレート）               | UFC 125: Resolution                                        | 2011年1月1日   |
| ×    | メルヴィン・ギラード         | 5分3R終了 判定1-2                        | UFC 119: Mir vs. Cro Cop                                   | 2010年9月25日  |
| ○    | サム・スタウト               | 5分3R終了 判定2-1                        | UFC 113: Machida vs. Shogun 2                              | 2010年5月8日   |
| ○    | ジャスティン・バックホルツ   | 1R 3:32 TKO（ドクターストップ）          | UFC Fight Night: Diaz vs. Guillard                         | 2009年9月16日  |
| ×    | グレイゾン・チバウ           | 5分3R終了 判定0-3                        | UFC Fight Night: Condit vs. Kampmann                       | 2009年4月1日   |
| ×    | ジョー・ローゾン             | 2R 4:43 腕ひしぎ十字固め                 | UFC Fight Night: Lauzon vs. Stephens                       | 2009年2月7日   |
| ○    | ハファエル・ドス・アンジョス | 3R 0:39 KO（右アッパー）                 | UFC 91: Couture vs. Lesnar                                 | 2008年11月15日 |
| ×    | スペンサー・フィッシャー     | 5分3R終了 判定0-3                        | The Ultimate Fighter: Team Rampage vs. Team Forrest Finale | 2008年6月21日  |
| ○    | コール・ミラー               | 2R 4:44 TKO（パウンド）                  | UFC Fight Night: Swick vs. Burkman                         | 2008年1月23日  |
| ○    | ディエゴ・サライバ           | 5分3R終了 判定3-0                        | UFC 76: Knockout                                           | 2007年9月22日  |
| ○    | ニック・ウォーカー           | 1R 4:45 TKO（パンチ連打）                | MCC 9: Heatwave                                            | 2007年7月27日  |
| ×    | ディン・トーマス             | 2R 2:44 腕ひしぎ十字固め                 | UFC 71: Liddell vs. Jackson                                | 2007年5月26日  |
| ○    | ヴァーン・ジェファーソン     | 1R 3:58 TKO（パンチ連打）                | Greensparks: Full Contact Fighting 3                       | 2007年3月17日  |
| ○    | ノーム・アレクサンダー       | 1R 3:26 三角絞め                         | Title Fighting Championships: Battle at the Barn           | 2007年2月21日  |
| ○    | クリス・ミックル             | 4R 0:27 KO（パンチ）                     | MCC 5: Thanksgiving Throwdown                              | 2006年11月22日 |
| ○    | アーロン・ウィリアムス       | 1R TKO（パンチ連打）                     | Universal Gladiator Championships 4                        | 2006年9月22日  |
| ○    | ダグ・アルコーン             | 1R 1:56 腕ひしぎ十字固め                 | Greensparks: Full Contact Fighting 1                       | 2006年8月19日  |
| ○    | クリス・ミックル             | 2R 3:36 TKO（パンチ連打）                | MCC 4: The Rematch                                         | 2006年7月15日  |
| ○    | ケンドリック・ジョンソン     | 1R 1:46 KO（パンチ）                     | Midwest Cage Championships 1                               | 2006年2月11日  |
| ○    | ウィル・シャット             | 1R 1:19 TKO（パンチ連打）                | Xtreme Kage Kombat: Trials                                 | 2005年8月27日  |
| ○    | シャローム・ブランチャード   | 1R 2:36 TKO（パンチ連打）                | Xtreme Kage Kombat: Des Moines                             | 2005年3月19日  |
| ×    | クリス・ミックル             | 2R 1:51 チョークスリーパー               | Downtown Destruction 3                                     | 2005年3月2日   |
| ○    | クリス・カレブ               | 1R 1:44 KO（パンチ）                     | Downtown Destruction 2                                     | 2005年2月2日   |
| ○    | ゲイリー・パーシバル         | 1R ギブアップ（パンチ連打）              | Jungle Madness 2                                           | 2005年1月15日  |
| ○    | テッド・ワージントン         | 1R 0:33 KO（パンチ連打）                 | Downtown Destruction 1                                     | 2005年1月12日  |

### プロボクシング
| プロボクシング 戦績 | プロボクシング 戦績 | プロボクシング 戦績 | プロボクシング 戦績 | プロボクシング 戦績 | プロボクシング 戦績 | プロボクシング 戦績 |
| ------------------- | ------------------- | ------------------- | ------------------- | ------------------- | ------------------- | ------------------- |
| 1 試合              | (T)KO               | 判定                | その他              | 引き分け            | 無効試合            |                     |
| 0 勝                | 0                   | 0                   | 0                   | 1                   | 0                   |                     |
| 0 敗                | 0                   | 0                   | 0                   | 1                   | 0                   |                     |

| 戦           | 日付         | 勝敗 | 時間 | 内容    | 対戦相手       | 国籍     | 備考 |
| ------------ | ------------ | ---- | ---- | ------- | -------------- | -------- | ---- |
| 1            | 2023年4月1日 | △    | 6R   | 判定0-1 | ジョゼ・アルド | ブラジル |      |
| テンプレート |              |      |      |         |                |          |      |

## 表彰
- UFC ファイト・オブ・ザ・ナイト（6回）
- UFC パフォーマンス・オブ・ザ・ナイト（1回）
- UFC ノックアウト・オブ・ザ・ナイト（3回）